# Harald (voornaam)
Harald is een mansnaam, afgeleid van het Germaanse her, met de betekenis leger, en wald, met de betekenis 'heersen'. De naam betekent dus: de krijgsheer, de legeraanvoerder.
Bekende Haralds:

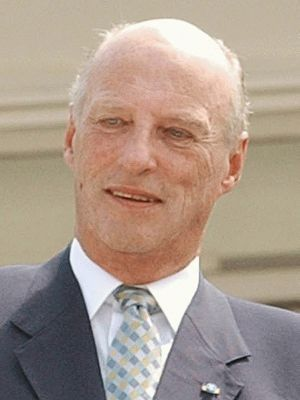
Harald V van Noorwegen

- Harald Klak, Deense koning in de 9e eeuw
- Harald, een broer van Roerik van Dorestad (9e eeuw)
- Harald Blauwtand, Deense koning in de 10e eeuw
- Harald I Haarfagri (865-933), grondlegger van Noorwegen en Noorse koning; zoon van Halfdan Zwarte Gudrødsson
- Harald II van Noorwegen
- Harald III van Noorwegen
- Harald V, koning van Noorwegen sinds 1991; zoon van Olaf V
- Harald Bohr, Deens wiskundige en broer van Niels
- Harald Hansen, Deens voetballer
- Harald Pedersen, uitvinder begin 20e eeuw van de insuline
- Harald Seeger, Duits voetballer en voetbalcoach

De naam komt in het Frans voor als: Hérault en in het Italiaans als Araldo.